# Festung Bashtova
Die Festung Bashtova (albanisch Kalaja e Bashtovës) ist die Ruine eines Kastells in Mittelalbanien südlich von Kavaja.
Als einzige venezianische Festung in der Region, die nicht auf ältere Festungsbauten zurückgeht, wurde Bashtova 2017 von Albanien zum Kandidaten fürs UNESCO-Welterbe erklärt und in die Tentativliste aufgenommen. Ihre Bauweise ist für Albanien einzigartig.

## Lage und Beschreibung

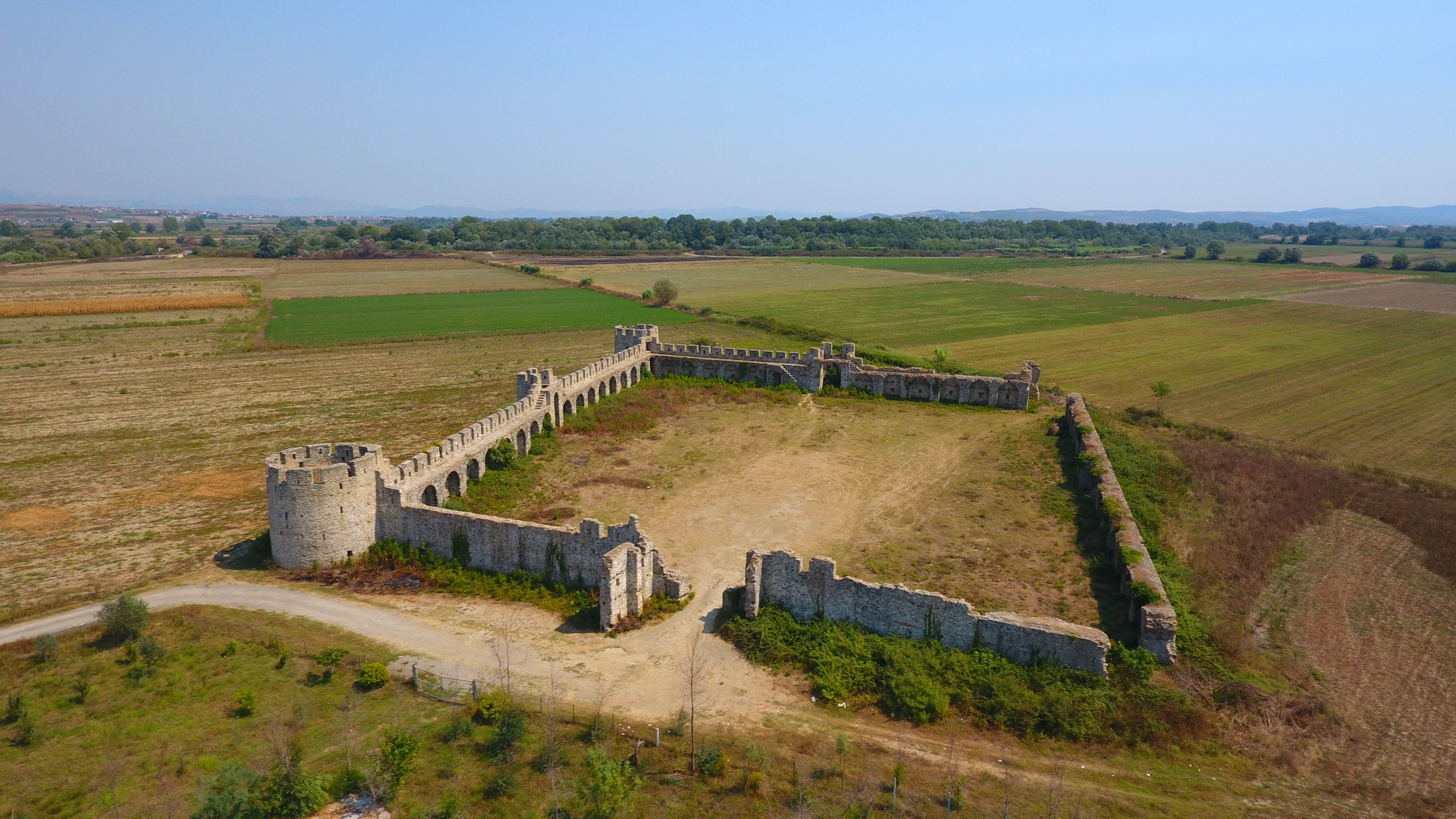
Die Festung von Westen

Die Festung steht auf flachem Boden in der Mündungsebene des Shkumbin in einer weiten Flussschleife einige hundert Meter vom nördlichen Ufer entfernt. Bis zur Küste des Adriatischen Meers sind es keine vier Kilometer. Die Stadt Kavaja liegt rund 20 Kilometer nördlich. Südlich des Flusses erstreckt sich die große Myzeqe-Ebene.

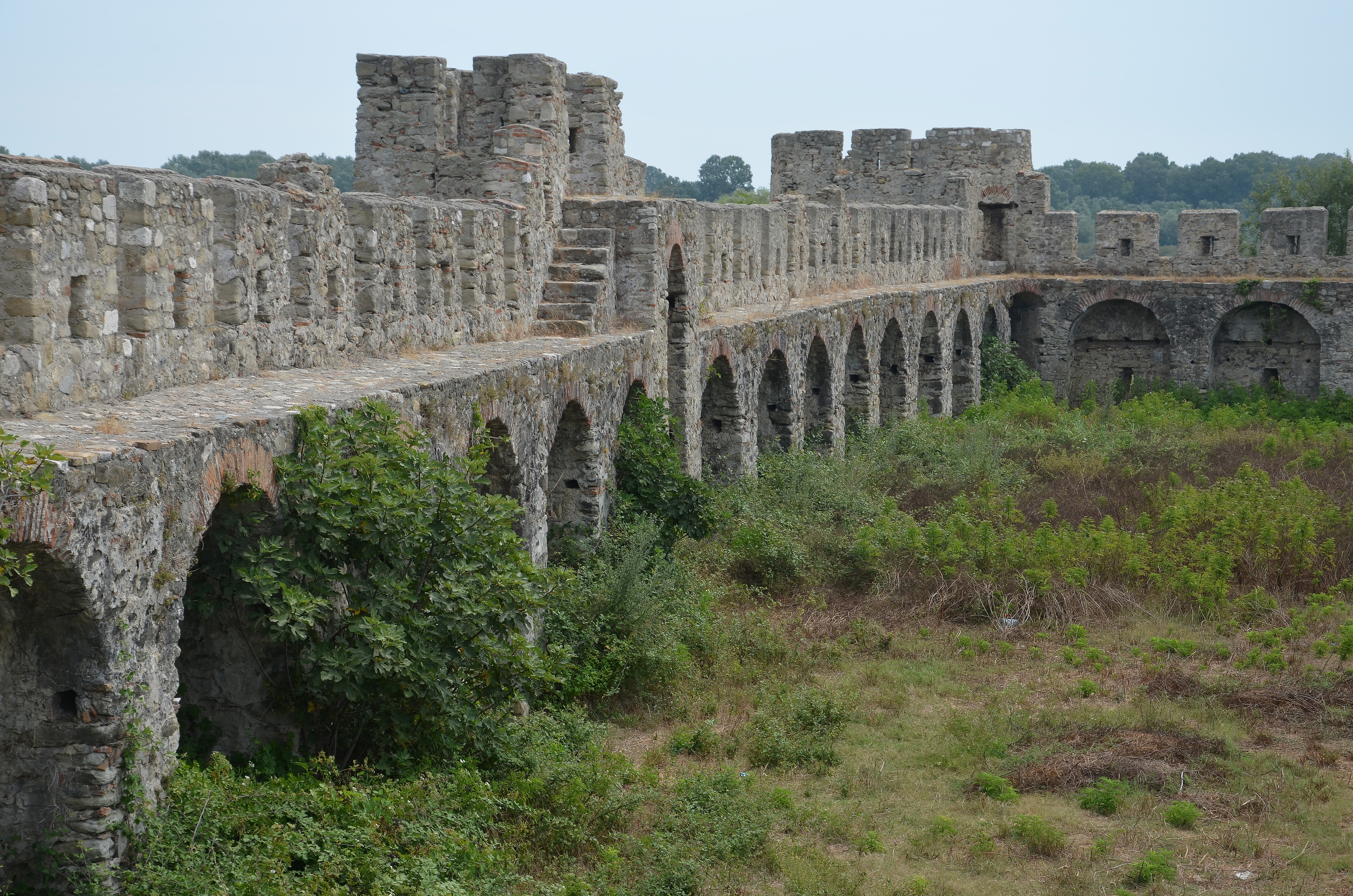
Ostmauer aus Tonnengewölben und Südostturm

Die Anlage ist fast rechteckig; nach Nordwesten verjüngt sie sich leicht, da die Nordostmauer in der Mitte einen leichten Knick hat. Die neun Meter hohen Mauern sind aus lokalem Sandstein und Konglomerat. Sie umfassen ein rund 90 auf 60 Meter großen Innenraum, der leer ist. In der Nord- und Ostecke stehen zwölf Meter hohe, runde Türme. In den anderen beiden Ecken und in der Mitte der Mauern standen rechteckige Türme, die höher waren, aber schlecht bis gar nicht mehr erhalten sind. Es gab drei Eingänge, derjenige in der Nordwestmauer war der Hauptzugang. Schießscharten finden sich in den Zinnen, aber auch weiter unten.
Die Mauern stehen heute noch mehrheitlich und sind recht gut erhalten, so dass teilweise nur die Holzkonstruktionen fehlen. Sogar die Zinnen sind noch oft zu sehen. Einzig einige kleine Stücke an den Süd- und Westecken fehlen vollständig. Die Außenwände sind teilweise von Efeu, Buschwerk und Bäumen bewachsen.

## Geschichte
Die Festung konnte bis heute nicht genau datiert werden. Gjerak Karaiskaj, der die Anlage zu Beginn der 1970er untersuchte, datierte sie in die zweite Hälfte des 15. Jahrhunderts, erbaut durch Venezianer, die dabei auch Material von älteren Bauten vor Ort verwendeten. Alain Ducellier glaubt, dass sie während der Justinianischen Dynastie (6. Jahrhundert) errichtet worden sei. Johann Georg von Hahn, der  in der Mitte des 19. Jahrhunderts Albanien bereiste, erachtete die Festung als byzantinisch. Nebst Inschriften in arabischer Schrift finden sich auch bearbeitete Steine in byzantinischen und antiken Stilen.
Die Küste und der Fluss lagen vermutlich bei der Erbauung weniger weit von der Festung entfernt, mit der der Unterlauf und vermutlich auch ein Stapelplatz kontrolliert wurde. Schon im Mittelalter wurde hier im großen Stil Getreide angebaut und verschifft. Aus dem frühen 14. Jahrhundert stammt eine Erwähnung des Stapelplatzes als Vrego; im frühen 15. Jahrhundert soll sich hier ein Dorf mit 13 Häusern befunden haben.
Die Festung wird erstmals schriftlich erwähnt in einer Karte von 1521 als Pashtove. Darauf ist neben dem Eingang eine Moschee abgebildet. Es wird vermutet, dass Bashtova der in den Familienchronik der Muzaka (16. Jahrhundert) genannte Ort Basti ist.
Evliya Çelebi (17. Jahrhundert) berichtete von Zerstörungen der Mauern durch Hochwasser des Shkumbin. Der Westbereich der Anlage stammt aus einer zweiten Bauphase im 18. Jahrhundert. Çelebi schrieb auch, dass die Festung von Venezianern erbaut worden sei, als die Osmanen von Elbasan aus Nordalbanien eroberten.
Auch die Osmanen nutzten die Festung, um den Handel an der Küste zu schützen. 1780 wurde Bashtova zum Freihafen erklärt, um den Handel zu fördern.
In der Mitte des 19. Jahrhunderts war der Südwestturm gemäß von Hahn bereits eingefallen.